# Kevin Chapman
Kevin Chapman (* 29. července 1962 Independence, Louisiana) je americký herec.
Ve filmu i televizi debutoval v roce 1998. Hrál např. ve filmech Pravidla moštárny (1999), Pokrevní bratři (1999), 21 gramů (2003), V dobré společnosti (2004), Okrsek 49 (2004), Jarní úklid s.r.o. (2008) či Nezastavitelný (2010). Hostoval v řadě různých seriálů, v hlavních rolích se představil v seriálech Bratrství (2006–2008) a Lovci zločinců (2011–2016).